# Rape Me
"Rape Me" is een nummer van de Amerikaanse band Nirvana. Het nummer verscheen op hun album In Utero uit 1993. Op 6 december van dat jaar werd het nummer, samen met "All Apologies", uitgebracht als een single met dubbele A-kant.

## Achtergrond
"Rape Me" is geschreven door zanger en gitarist Kurt Cobain en geproduceerd door Steve Albini. Cobain schreef het nummer op de akoestische gitaar in mei 1991, rond de tijd dat Nevermind, het tweede album van Nirvana, werd gemixt. Op 18 juni 1991 werd het al voor het eerst live gespeeld in een club in Santa Cruz. Tijdens vroege live-uitvoeringen bevatte het nummer een gitaarsolo in plaats van een brug. Oorspronkelijk wilde de band het nummer live spelen tijdens de MTV Video Music Awards van 1992, maar MTV ging hier niet mee akkoord, aangezien zij dachten dat het over de zender ging. Tijdens het optreden speelde Cobain wel de eerste paar seconden van "Rape Me" (later vertelde hij dat hij dit deed om MTV "hartkloppingen" te bezorgen), maar hierna zette hij "Lithium" in.
In oktober 1992 werden twee vroege takes van "Rape Me" in de studio opgenomen; Cobain had zijn pasgeboren dochter Frances Bean Cobain meegenomen in de studio, en haar gehuil is te horen op de opname. In februari 1993 werd de uiteindelijke versie van het nummer opgenomen. Op 15 februari werd de instrumentale versie opgenomen, waarover Cobain de volgende dag zijn zang opnam. Op een aantal gecensureerde versies van het album werd het nummer aangeduid als "Waif Me".
"Rape Me" werd ontwikkeld als een anti-verkrachtingsnummer, geschreven vanuit het oogpunt van het slachtoffer. Cobain vertelde hierover in een interview: "Het is alsof zij zegt, 'Verkracht me, kom op dan, verkracht me, sla me. Je vermoordt me toch niet. Ik overleef dit en ik ga jou binnenkort verdomme verkrachten en je merkt er niets van.'" Toen Cobain gevraagd werd hoe de band hielp om aandacht te vragen voor sekisme, antwoordde hij: "Door nummers zo bot als "Rape Me" te schrijven." Hij vertelde erbij dat het nummer zo bot mogelijk bedoeld is, zodat niemand het verkeerd zou kunnen begrijpen.
"Rape Me" werd op 6 december 1993 als dubbele A-kant met "All Apologies" uitgebracht als single. In de Verenigde Staten werd het niet commercieel als single uitgebracht. In het Verenigd Koninkrijk kwam het tot plaats 32 in de hitlijsten, terwijl in Ierland de twintigste positie werd behaald. In Vlaanderen kwam de dubbele A-kant tot plaats 43 in de voorloper van de Ultratop 50. Alhoewel er geen videoclip werd gemaakt voor het nummer, werden ideeën voor twee potentiële clips gepubliceerd in Journals, een boek met schriften en tekeningen van Cobain, dat in 2002 werd uitgebracht. Hierin waren een scène in een gevangenis, beelden van bloemen en zeepaarden en een man die zich voorbereidt voor een bezoek aan de gynaecoloog te zien. In 1999 werden beelden van een optreden van de band in het televisieprogramma Saturday Night Live uit september 1993 gebruikt voor een videoclip van het nummer ter promotie van het album Saturday Night Live: The Musical Performances, Volume 2.

## NPO Radio 2 Top 2000
| Nummer met noteringen in de NPO Radio 2 Top 2000 | '16  | '17  | '18  | '19  |
| ------------------------------------------------ | ---- | ---- | ---- | ---- |
| Rape Me                                          | 1791 | 1951 | 1811 | 1898 |

1. ↑  Een vetgedrukt getal geeft de hoogste notering aan.
2. ↑  2016 was het eerste jaar met een notering voor dit nummer.
3. ↑  Deze tabel is bijgewerkt tot en met de laatste editie (2024).